# Tomateninseln

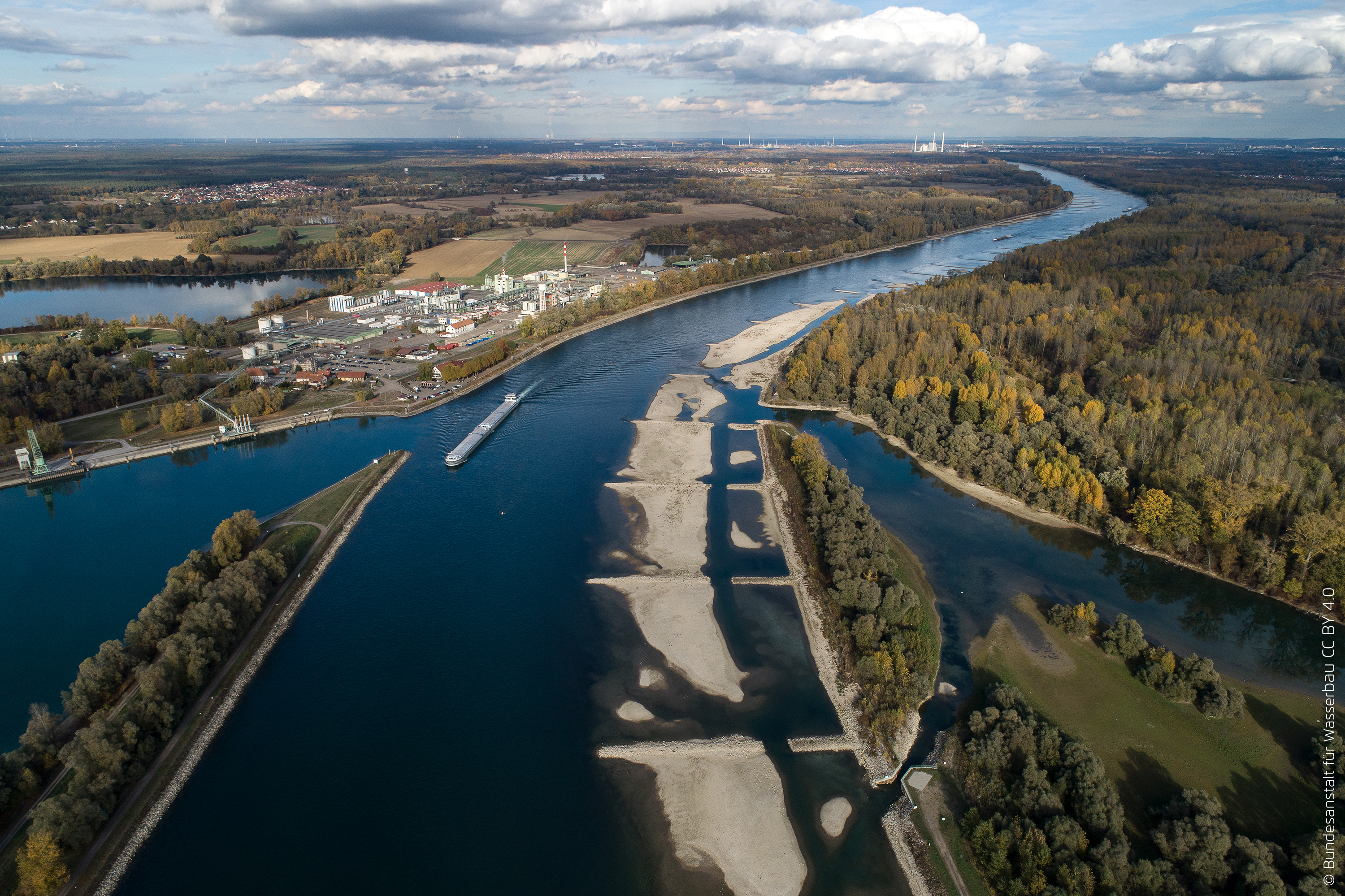
Tomateninseln bei Niedrigwasser nach Umgestaltung im November 2018

Die Tomateninseln liegen am rechten Ufer des Oberrheins zwischen Rhein-Kilometer 349 und 350. Die Inseln gehören zu Au am Rhein, der nördlichsten Gemeinde im baden-württembergischen Landkreis Rastatt. Gegenüber den Inseln befindet sich die Einfahrt zum Hafen der elsässischen Stadt Lauterbourg.
Im Bereich der Tomateninseln wurde die Rheinbegradigung nach den Plänen von Johann Gottfried Tulla zwischen den 1820er und 1860er Jahren durchgeführt. Seitdem verläuft der Rhein an dieser Stelle in einer engen Rechtskurve. Auf der Bogeninnenseite mündet der Illinger Altrhein. Zwischen Rhein und Altrhein befindet sich die Landzunge Kohlkopf; ihre nördliche Spitze wird auch als Auer Köpfle bezeichnet. Nördlich des Altrheins liegt der Fahrkopf. Hier endet die von Au am Rhein kommende Kreisstraße 3724. Der Name Fahrkopf verweist auf die frühere Fähre nach Lauterbourg, die für das 18. Jahrhundert belegt ist. Zwischen 1875 und 1898 lehnte die badische Regierung mehrfach den Bau einer Schiffbrücke vom Fahrkopf nach Lauterbourg ab, 1898 mit der Begründung, dass die Kosten in keinem Verhältnis zum Nutzen für Baden stehen. Im November 1918 wurde der zuletzt kaum noch Gewinn abwerfende Fährbetrieb eingestellt.
Bei der Rheinregulierung zwischen Sondernheim und Straßburg ab 1907, mit der die Schifffahrt auch bei Niedrigwasser ermöglicht werden sollte, wurden am rechten Rheinufer Buhnen gebaut. Am Gleithang der Rheinkurve bildeten sich durch fortwährende Kiesablagerungen auf natürliche Weise Inseln, für die sich der Namen Tomateninseln einbürgerte, da hier bei niedrigen Wasserständen Tomaten wuchsen. Tomatensamen werden vom Menschen nicht verdaut und gelangen über das Abwasser in den Rhein.
Eine topografische Karte aus der Mitte des 20. Jahrhunderts zeigt zwei Inseln mit gut 200 Meter Länge und 60 beziehungsweise 40 Meter Breite. Die obere Insel in Höhe der Einmündung des Altrheins war mit Büschen bewachsen. Auch in später herausgegebenen topografischen Karten sind Inseln und Anlandungen dargestellt.
1990 wurde das Naturschutzgebiet „Auer Köpfle-Illinger Altrhein-Motherner Wörth“ ausgewiesen. Es umfasst Flächen südlich der Kreisstraße. Eine 1986 entstandene Würdigung dieser Flächen beschreibt eine angrenzende Rheininsel am Auer Köpfle, deren höhere Teile mit Weiden, Pappeln und Röhricht bewachsen waren. Am Rand befanden sich raschwüchsige, buschige Weidenarten wie Purpur-, Korb- oder Mandel-Weiden, in deren Strömungsschutz Silber-Weiden und Schwarz-Pappeln heranwuchsen. Die Insel war eine der letzten natürlichen Brutplätze des Flussregenpfeifers und des Flußuferläufers, denen vor der Rheinbegradigung zahlreiche Kiesflächen zur Verfügung standen. Zudem diente sie Durchzüglern wie Kampfläufer, Rotschenkel und Bruchwasserläufer als Rast- und Schlafplatz. Noch in den 1980er Jahren ließ die Wasser- und Schifffahrtsdirektion die Bäume auf der Insel beseitigen, da sie für die Schifffahrt ein Sichthindernis waren. Durch die Rodungen verkleinerte sich die Insel; flussabwärts vergrößerten sich die Anlandungen.

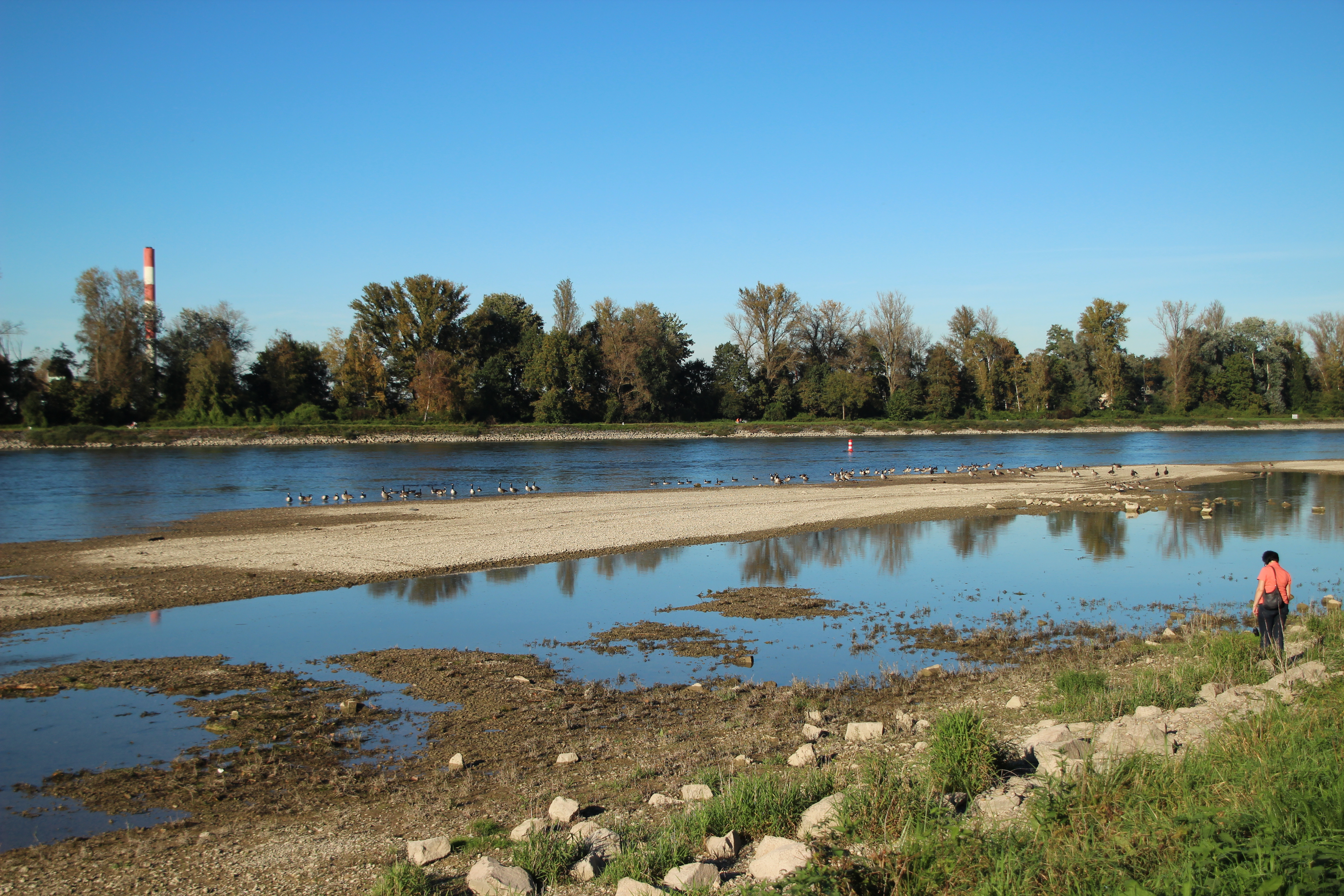
Kiesflächen am Fahrkopf im Oktober 2014 vor der Umgestaltung

Ab Oktober 2014 wurden die Tomateninseln für rund zwei Millionen Euro umgestaltet. Die Baumaßnahmen waren Teil eines Naturschutzprojektes, das zum Teil aus Mitteln des EU-Förderprogramms LIFE+ finanziert wurde. Am Auer Köpfle entstand ein Graben, durch den Rheinwasser in den Illinger Altrhein geleitet wird. Zudem wurden zwei Rinnen längs des rechten Rheinufers angelegt, wozu die vorhandenen Buhnen geteilt wurden. Der dabei anfallende Aushub wurde zur Aufhöhung der Inseln verwandt. Durch die Baumaßnahmen wurden drei Inseln geschaffen, die Kiesbrütern Flächen bieten, die vor Prädatoren wie Füchsen sicher sind. In den Rinnen sollen kiesige Sohlen entstehen, die vor dem Wellenschlag der Schiffe geschützt und somit für Fische wie Lachse, Maifische und Neunaugen als Laichplätze geeignet sind. Die neugestalteten Inseln wurden am 22. April 2015 durch die Karlsruher Regierungspräsidentin Nicolette Kressl eingeweiht.